# Птушенко, Евгений Семёнович
Птушенко Евгений Семенович (24 января 1888, Ейск - 16 января 1969, Ашхабад) – известный советский орнитолог, кандидат биологических наук, доцент Московского государственного университета, директор различных биологических станций СССР. Один из авторов фундаментального труда «Птицы Советского Союза».

## Биография
Евгений Семенович Птушенко родился 24 января 1888 г. в г. Ейске в семье учителей начальной школы. В 1908 г. окончил Екатеринодарскую классическую гимназию, в 1914 г. окончил естественное отделение физико-математического факультета Харьковского университета, получив специальность "зоолог позвоночных животных". Ученик А.М. Никольского и М.А. Мензбира.
До 1918 г. работал ассистентом кафедры зоологии Харьковских женских Фребелевских курсах. Участник Гражданской войны, воевал в Красной армии (1919–1920 гг.). В 1920-1921 гг. был ассистентом кафедры зоологии Кубанского политехнического института (г. Краснодар). Переезжает в Москву и до 1924 года работает ассистентом Кабинета сравнительной анатомии и зоогеографии МГУ (штат Зоологического музея, с 1921–1924 гг.). Параллельно работает в Московской горной академии, преподаватель-ассистент кафедры биологии.
В 1924-1926 гг. живет в г. Ашхабаде, работает преподавателем средней школы и возглавляет отделение естествознания Центрального научного кабинета. В 1926-1929 гг. был директором Старо-Першинской биостанции Московского общества испытателей природы, а затем до 1936 г. выполнял обязанности заведующего Переславль-Залесской биостанции, руководил учебно-производственной практикой студентов биофака МГУ. 
Вернулся в Зоомузей МГУ (1936–1941 гг.), где за ним сохранялось постоянное рабочее место и позднее (1955–1965 гг.), работал в секторе экспозиции (1965 г.). Ученый секретарь кафедры зоологии и сравнительной анатомии позвоночных Московского университета с 1937 по 1956 г. В годы войны в 1941-1943 гг. выполнял обязанности заведующего кафедрой. В 1944-1945 гг. был директором Звенигородской биостанции МГУ.
В 1966 году уехал к дочери в Ашхабад, где в 1969 году скончался. Свою огромную библиотеку и архив завещал Институту зоологии АН Туркменской ССР.

## Научная деятельность, избранные труды
Участник множества экспедиций, значительные сборы по славкам, гусям и лебедям хранятся в фондах Зоомузея МГУ.  В 1912-1914 гг. по направлению профессора Никольского совершил поездку по Предкавказью. В 1915 г. участвовал в качестве орнитолога в экспедиции на Алтай и в Северо-Восточную Монголию. В конце 20-х - начале 30-х гг. активно обследовал Курскую, Рязанскую и Ярославскую области, в 1936 г. выезжал в Мордовский заповедник, в 1937 г. - в Казахстан (Карагандинская область), в 1938 г. - на Южный Урал. В 1940-1950 гг. интенсивно работал в Рязанской (Окский заповедник) и Московской (Звенигородская биостанция) областях. В 1945 г. совершил длительную экспедицию в Каракумы совместно с А.К. Рустамовым, пересек пустыню от Казанжика до Амударьи. В это же время по поручению Управления по заповедникам при СНК ТССР обследовал орнитофауну малоизученной части Туркмении.
Внес большое количество усовершенствований в методику полевых исследований, в работу по обработке материалов, начиная от системы знаковых отображений особенностей биотопа и кончая регистрацией гнездового поведения птиц.
В 1939 г. защитил кандидатскую диссертацию «К вопросу о миграциях птиц в некоторых районах Восточной Европы», в 1940 утвержден в ученом звании доцента. Общая библиография составляет более 60 работ. Наиболее заметные труды: «Руководство по зоологии. Птицы» (1940), большие разделы в «Птицах Советского Союза» (1952, 1954), соавтор «Определителя птиц СССР» (1948, 1964). Автор книг «Биология и хозяйственное значение птиц Московской области и сопредельных территорий» (1968, совместно с А.А. Иноземцевым), «Краткий определитель птиц средней полосы Европейской части СССР» (1966) и др.